# Communauté d'agglomération du Mâconnais - Val de Saône
La communauté d’agglomération du Mâconnais - Val de Saône est une ancienne communauté d'agglomération française, principalement située dans le département de Saône-et-Loire en région Bourgogne-Franche-Comté. Elle intègre aussi une commune hors-département et extra-régionale : Saint-Laurent-sur-Saône située dans l'Ain.
Elle fusionne le 1er janvier 2017 avec la communauté de communes du Mâconnais Beaujolais pour former la communauté d'agglomération Mâconnais Beaujolais Agglomération.

## Historique
Elle est devenue officiellement opérationnelle le 1er janvier 2005, et trois nouvelles communes ont adhéré au périmètre : Azé, Péronne et Saint-Maurice-de-Satonnay.
Le 1er janvier 2017, avec la mise en place du nouveau schéma départemental de coopération intercommunale, la communauté d'agglomération fusionne avec la communauté de communes du Mâconnais Beaujolais.

## Composition
Elle est composée des 26 communes suivantes :
| Nom                       | Code Insee | Gentilé          | Superficie (km2) | Population (dernière pop. légale) | Densité (hab./km2) |
| ------------------------- | ---------- | ---------------- | ---------------- | --------------------------------- | ------------------ |
| Mâcon (siège)             | 71270      | Mâconnais        | 27,04            | 33 456 (2014)                     | 1 237              |
| Azé                       | 71016      | Azéens           | 14,97            | 1 015 (2014)                      | 68                 |
| Berzé-la-Ville            | 71032      | Berzélavilliens  | 5,53             | 623 (2014)                        | 113                |
| Bussières                 | 71069      | Bussirons        | 4,08             | 569 (2014)                        | 139                |
| Charbonnières             | 71099      | Leunais          | 4,17             | 349 (2014)                        | 84                 |
| Charnay-lès-Mâcon         | 71105      | Charnaysiens     | 12,56            | 6 969 (2014)                      | 555                |
| Chevagny-les-Chevrières   | 71126      | Chevagnotins     | 3,80             | 596 (2014)                        | 157                |
| Davayé                    | 71169      | Davayoutis       | 4,17             | 670 (2014)                        | 161                |
| Fuissé                    | 71210      | Fuisséens        | 4,86             | 379 (2014)                        | 78                 |
| Hurigny                   | 71235      | Gueulatis        | 9,20             | 1 959 (2014)                      | 213                |
| Igé                       | 71236      |                  | 14,61            | 860 (2014)                        | 59                 |
| Laizé                     | 71250      | Laizéens         | 10,44            | 1 089 (2014)                      | 104                |
| Milly-Lamartine           | 71299      | Milleroutis      | 2,88             | 369 (2014)                        | 128                |
| Péronne                   | 71345      | Péronnais        | 10,56            | 657 (2014)                        | 62                 |
| Prissé                    | 71360      | Prisséens        | 10,85            | 1 993 (2014)                      | 184                |
| La Roche-Vineuse          | 71371      | Saint-Sorlinois  | 11,96            | 1 518 (2014)                      | 127                |
| Saint-Laurent-sur-Saône   | 01370      | Saint-Laurentins | 0,53             | 1 783 (2014)                      | 3 364              |
| Saint-Martin-Belle-Roche  | 71448      |                  | 4,54             | 1 358 (2014)                      | 299                |
| Saint-Maurice-de-Satonnay | 71460      |                  | 10,33            | 474 (2014)                        | 46                 |
| La Salle                  | 71494      |                  | 5,67             | 557 (2014)                        | 98                 |
| Sancé                     | 71497      | Sancéens         | 6,56             | 1 872 (2014)                      | 285                |
| Senozan                   | 71513      |                  | 4,86             | 1 118 (2014)                      | 230                |
| Sologny                   | 71525      | Slonirons        | 10,65            | 579 (2014)                        | 54                 |
| Solutré-Pouilly           | 71526      | Solutréens       | 6,16             | 355 (2014)                        | 58                 |
| Vergisson                 | 71567      | Vergissonnais    | 5,77             | 253 (2014)                        | 44                 |
| Verzé                     | 71574      | Verzéens         | 19,84            | 766 (2014)                        | 39                 |

## Administration
Le siège de la communauté d'agglomération est situé à Mâcon.

### Conseil communautaire
L'intercommunalité est gérée par un conseil communautaire composé de 63 délégués issus de chacune des communes membres.
Les délégués sont répartis comme suit :
| Nombre de délégués | Communes |
| ------------------ | --- |
| 31                 | Mâcon |
| 7                  | Charnay-lès-Mâcon |
| 2                  | Hurigny |
| 1                  | Azé, Berzé-la-Ville, Bussières, Charbonnières, Chevagny-les-Chevrières, Davayé, Fuissé, Igé, La Roche-Vineuse, Laizé, Milly-Lamartine, Péronne, Prissé, Saint-Laurent-sur-Saône, Saint-Martin-Belle-Roche, Saint-Maurice-de-Satonnay, La Salle, Sancé, Senozan, Sologny, Solutré-Pouilly, Vergisson, Verzé |

### Présidents
| Période | Période          | Identité              | Étiquette | Qualité                            |
| ------- | ---------------- | --------------------- | --------- | ---------------------------------- |
| 2005    | 2008             | Gérard Voisin         | UMP       | Député, maire de Charnay-lès-Mâcon |
| 2008    | 2016             | Claude Patard         | UMP       | Adjoint au maire de Mâcon          |
| 2016    | 31 décembre 2016 | Jean-Patrick Courtois | LR        | Maire de Mâcon                     |

## Compétences
La CAMVAL est responsable du Conservatoire à Rayonnement Départemental du Mâconnais Val de Sâone, ainsi que des plus petites écoles communales de musique tel que Sancé par exemple. 
Elle a aussi competences sur la Piscine municipale de Mâcon, et tout le centre nautique.
Il existe plusieurs commissions de travail sur des thèmes donnés tel que : 
- Commission n°1 : Finances et Ressources Humaines
- Commission n°2 : Transports, déplacements, infrastructure et voirie
- Commission n°3 : Politique et équipements culturels, sportifs et de loisirs
- Commission n°4 : Développement économique, tourisme, enseignement supérieur, recherche et NTIC
- Commission n°5 : Cadre de vie
- Commission n°6 : Environnement